# 大眼骨鰃
大眼骨鰃為輻鰭魚綱金眼鯛目金鱗魚亞目金鱗魚科的其中一種，分布於西大西洋區，從美國紐約州至巴西海域，棲息深度320-400公尺，體長可達20公分。

## 擴展閱讀
維基物種上的相關：大眼骨鰃